# Resistenza (finanza)
Nell'analisi tecnica si chiama resistenza il livello di prezzo sopra il quale la quotazione del titolo ha difficoltà a salire.
È il punto in cui la pressione sul mercato svolta dai compratori non riesce a superare la pressione esercitata dai venditori. Se l'interesse del mercato sul titolo aumenta e la pressione all'acquisto supera quelle alla vendita il prezzo sale al di sopra del valore della resistenza. Qualora, ad un successivo ribasso, il prezzo non scenda sotto il valore della resistenza si dice che la resistenza è stata perforata e la stessa diviene un supporto.